# Carlos Saiz Cidoncha
Carlos Saiz Cidoncha (Ciudad Real, 1939. február 13. – Madrid, 2018. március 27.) spanyol tudományos-fantasztikus író.

## Élete
Apja r. D. Laureano Saiz Moreno (1906-2006), nemzetközi hírű tudós volt. Alap- és középfokú tanulmányait szülővárosában végezte, ezután a madridi Complutense Egyetemen fizikát hallgatott. Diplomája megszerzése után az Országos Meteorológiai Testület munkatársa lett.   
Tanulmányai mellett már gyermekkorától rendszeresen olvasta a spanyol, angol és francia nyelvű irodalmat, ez utóbbiban édesanyja, Eloisa Cidoncha segítette, aki beszélte a nyelvet, s aki fordítóként segítette férjét annak tudományos tevékenységében. Elsősorban a tudományos-fantasztikus irodalom, a történelem és a hadtörténet érdekelte, irodalmi munkáin is megfigyelhető olvasmányainak hatása, de legjobban sikerült alkotásaiban társadalmi érzékenység is megfigyelhető. A fizikai után megszerezte a kriminológiai diplomát, magánnyomozói engedélyt kapott, később Madridban jogi diplomát is szerzett. Doktori címét informatikából szerezte, disszertációja úttörő jelentőségű a spanyol tudományos-fantasztikus irodalomban.
A Meteorológiai Intézet munkatársaként állásért folyamodott Egyenlítői-Guineában, amely akkor spanyol gyarmat volt. Itt a gyarmatosítás és az azt követő dekolonizáció tapasztalatait élte át, itt szerzett élményei komoly hatást gyakoroltak első elbeszéléseire. Az ország függetlensége kikiáltása után még két évet töltött itt, de az itt élő spanyolok politikai helyzete hamarosan megromlottt, s egy nehéz evakuálási-mentési művelet keretében tért vissza Spanyolországba. Madridban elkezdte összegyűjteni a sci-fi rajongókat, írókat és kritikusokat, az általa szervezett kör Círculo de Lectores de Anticipación néven ismert. Gyakran működött együtt a Nueva Dimensión című sci-fi folyóirattal, elbeszéléseket, kritikákat jelentetett meg a lap hasábjain. Az 1970-es években a kör neve Asociación Española de Ciencia-Ficción-ra változott, s 1975-ben megrendezte az első spanyol sci-fi kongresszust, a Hispacón-t. 1978-ban jelent meg első regénye, a La caída del imperio galáctico, amely egy harminc évvel később lezáruló trilógia első kötete volt.  
Magyarul egyetlen elbeszélése jelent meg a Galaktika 24. számában 1977-ben,  A Csillagköd szerelmesei címen.

## Válogatott munkái

### Esszék
- Guerrillas en Cuba y otros países de Iberoamérica . Madrid: Editora Nacional, 1974
- Historia de la piratería en América española , Madrid: San Martín, 1985
- La ciencia ficción como fenómeno de comunicación y de cultura de masas en España, Madrid: Editorial de la Universidad Complutense, 1988
- Carlos Saiz Cidoncha y Pedro A. García Bilbao, La gran saga de los Aznar, Sinopsis argumental y estudio, Barcelona: Miquel Barceló, 1997
- Viajes de los Aznar: historia completa de la Gran Saga de George H. White, comentario y sinopsis , Pedro A. García Bilbao, Carlos Saiz Cidoncha. – Guadalajara: Silente, [1999]
- Historia del futuro: desde la llegada del hombre a la luna hasta la caída del imperio galáctico: según las obras de los principales autores de ciencia ficción. Recopilador, Carlos Saiz Cidoncha. Guadalajara: Silente, [2003]

### Regények
- La caída del imperio galáctico, Bilbao: Albia, 1978
- Los caballeros de la galaxia, [Madrid]: Ingelek, 1986
- Carlos Saiz Cidoncha, Antonio Ferrer Abelló, Capitán de nave estelar [Madrid]: Ingelek, 1986
- Memorias de un merodeador estelar, Madrid: Miraguano, 1995
- Entre dioses y terrícolas, Guadalajara: Silente, 1997, reimop. [2002]
- Los proscritos de la Vía Láctea, Guadalajara: Silente, [2003]
- El rey de las serpientes, Guadalajara: Silente, [2004]
- Ruta entre estrellas, Guadalajara: Silente, [2002]
- La torre de las galaxias, Guadalajara: Silente, [2003]

## Fordítás
- Ez a szócikk részben vagy egészben  a   Carlos Saiz Cidoncha című spanyol Wikipédia-szócikk ezen változatának fordításán alapul.  Az eredeti cikk szerkesztőit annak laptörténete sorolja fel. Ez a jelzés csupán a megfogalmazás eredetét és a szerzői jogokat jelzi, nem szolgál a cikkben szereplő információk forrásmegjelöléseként.